# Antonio Carlos Pacheco e Silva
Antônio Carlos Pacheco e Silva (ur. 29 maja 1898 w São Paulo, zm. 27 maja 1998 tamże) – brazylijski psychiatra. 

## Życiorys
W 1921 przebywał krótko w Salpêtrière. Profesor psychiatrii klinicznej na Uniwersytecie São Paulo i w szkole medycznej Paulista, dyrektor Hospicio de Juquery i prywatnego sanatorium Pinela. Był zaangażowany w południowoamerykański ruch eugeniczny. Uważa się, że wprowadził terapię elektrowstrząsową do brazylijskiej psychiatrii. Zmarł na 2 dni przed ukończeniem 100 lat.

## Wybrane prace
- Psiquiatria clínica e forense. São Paulo: Companhia Editora Nacional, 1940